# Hospital Copto
El Hospital Copto (en árabe: المستشفى القبطي) es el nombre dado a un hospital de El Cairo, Egipto.
La idea de establecer un hospital de la Iglesia Ortodoxa Copta se inició en el siglo XIX, en la década de 1920 un grupo de médicos coptos se reunían con regularidad para la comunión y la discusión. Este grupo incluía a El Menyawi Pasha, Naguib Mahfouz Pasha, Guergis Pasha Antoun y muchos otros. Este grupo fundó la organización benéfica llamada Sociedad Filantrópica copta. Ellos establecieron el hospital en la calle Ramsés en Azbakeya y adquieron otros inmuebles (tierra y edificios comerciales). Naguib Mahfouz Pasha trabajó en ella. El hospital copto fue nacionalizado en 1960 y está dirigido actualmente por un organismo gubernamental. La Iglesia copta sigue dando este nombre a sus hospitales fuera de Egipto.